# East Uniontown
East Uniontown es un lugar designado por el censo ubicado en el condado de Fayette en el estado estadounidense de Pensilvania. En el año 2000 tenía una población de 2,760 habitantes y una densidad poblacional de 531 personas por km².

## Geografía
East Uniontown se encuentra ubicado en las coordenadas 39°53′51″N 79°42′16″O / 39.89750, -79.70444.

## Demografía
Según la Oficina del Censo en 2000 los ingresos medios por hogar en la localidad eran de $20,877 y los ingresos medios por familia eran $28,566. Los hombres tenían unos ingresos medios de $26,318 frente a los $22,955 para las mujeres. La renta per cápita para la localidad era de $14,751. Alrededor del 29.9% de la población estaba por debajo del umbral de pobreza.